# Севастополь (станція)
Севасто́поль — кінцева пасажирська залізнична станція 2-го класу Кримської дирекції Придніпровської залізниці на електрифікованій лінії Джанкой — Севастополь. Розташована у місті Севастополь за адресою: вулиця Вокзальна, 3.

## Історія
1872 року розпочалося будівництво Лозово-Севастопольської залізниці за приватні кошти підприємця Петра Губоніна. 1873 року залізниця прокладена до Олександрівська, 1874 року — до Сімферополя. 15 вересня 1875 року перший поїзд прибув до Севастополя.
Для прокладення колії до Севастополя через складну гірську місцевість на ділянці від Мекензієвих гір довелося побудувати 6 тунелів: Сухарний (331 м), Графський (найкоротший — 125 м), Білий (437 м), Циганський (найдовший — 507 м), Троїцький (294 м) та Міський (228 м). Останні два тунелі розташовані в межах міста.

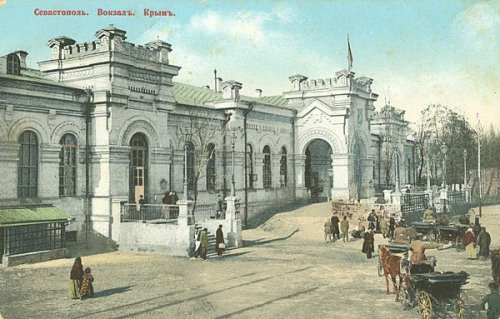
Стара будівля севастопольського залізничного вокзалу (зруйнована під час Другої світової війни)
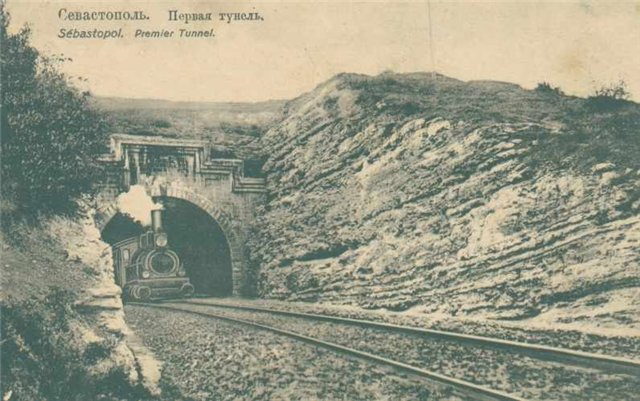
Перший тунель на в'їзді в Севастополь. Дореволюційна листівка

Сама будівля вокзалу побудована біля гирла Південної бухти, в раніше заболоченій низині, яку протягом декілька років засипали ґрунтом (тому вона отримала назву «пересип»).
1875 року відкрито залізничне сполучення між Петербургом та Севастополем з трьома пересадками. Час у дорозі становив 88 годин.
1895 року вперше пасажирський поїзд з Петербургу здійснив безпересадковий рейс до Севастополя. Час в дорозі склав 60 годин.
Будівля вокзалу відкрита у 1875 році. Впродовж першої половини ХХ століття вокзал двічі отримував серйозні пошкодження: під час кримських землетрусів 1927 року, а 1942 року, під час Другої світової війни були сильно пошкоджені. Під час штурму Севастополя у травні 1944 року, будівля вокзалу була опорним пунктом оборони німецьких військ, а після його захоплення радянськими частинами біля вокзалу знаходився пункт збору пошкоджених танків та іншої бронетехніки.
1950 року зведена сучасна будівля вокзалу за проєктом архітектора Богоявленського з використанням старого фундаменту, а також частини стін старого корпусу з арочними вікнами. Спочатку перед центральним входом вокзалу височив пам'ятник Сталіну, але після викриття його культу особистості у 1950-х роках пам'ятник демонтовано. Нині на цьому місці споруджений невеликий фонтан.
У 1972 році станція електрифікована постійним струмом (=3 кВ) в складі дільниці Сімферополь — Севастополь.

## Інфраструктура
Станція обладнана 4 платформами для прийому та відправлення поїздів.
На вокзалі розташовані зал чекання, буфет, залізничні каси, камери схову та кімнати відпочинку.

## Пасажирське сполучення
З 27 грудня 2014 року, після початку тимчасової окупації Криму РФ, рух пасажирських поїздів був припинений, станція щоденно обслуговувала лише 4 пари приміських електропоїздів сполученням Севастополь — Сімферополь.
З 23 грудня 2019 року з Росії відправився пасажирський поїзд № 7/8 «Таврія» Санкт-Петербург — Севастополь, що прямує через Керченський міст. 25 грудня 2019 року поїзд російської компанії «Гранд-Сервіс-Експрес» прибув на станцію Севастополь. Це пов'язано з тим, що у разі запуску поїздів російських залізниць до Криму, то одразу ж вони підлягають до санкційного списку, тому поїзд курсує без логотипів РЖД. Згідно українського законодавства, в'їзд до Криму і виїзд з нього незаконно побудованим мостом через Керченську протоку кваліфікується як адміністративне або кримінальне правопорушення .
Нині приміське сполучення здійснюється електропоїздами  за напрямком Севастополь — Сімферополь / Євпаторія.

## Галерея

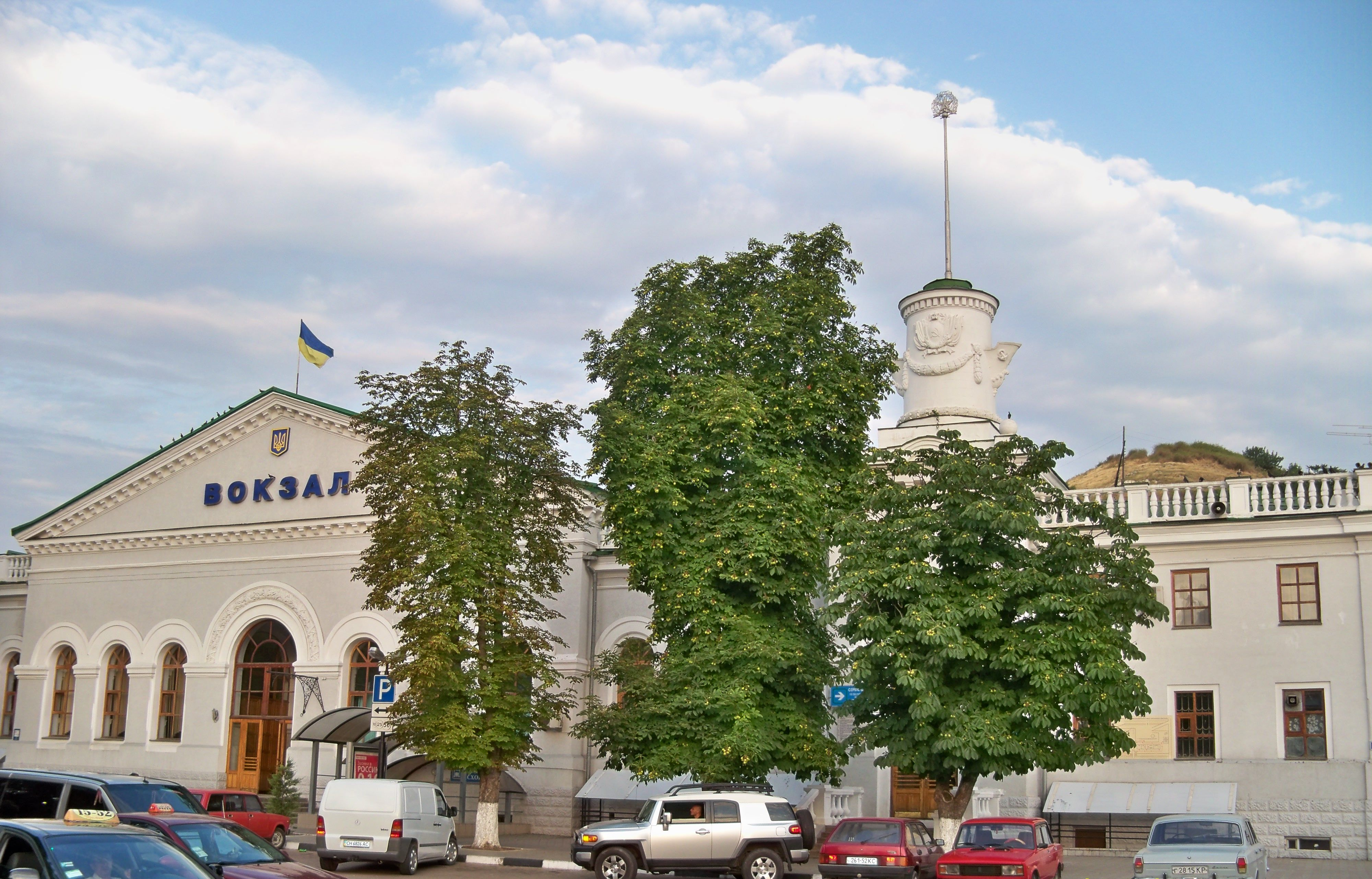
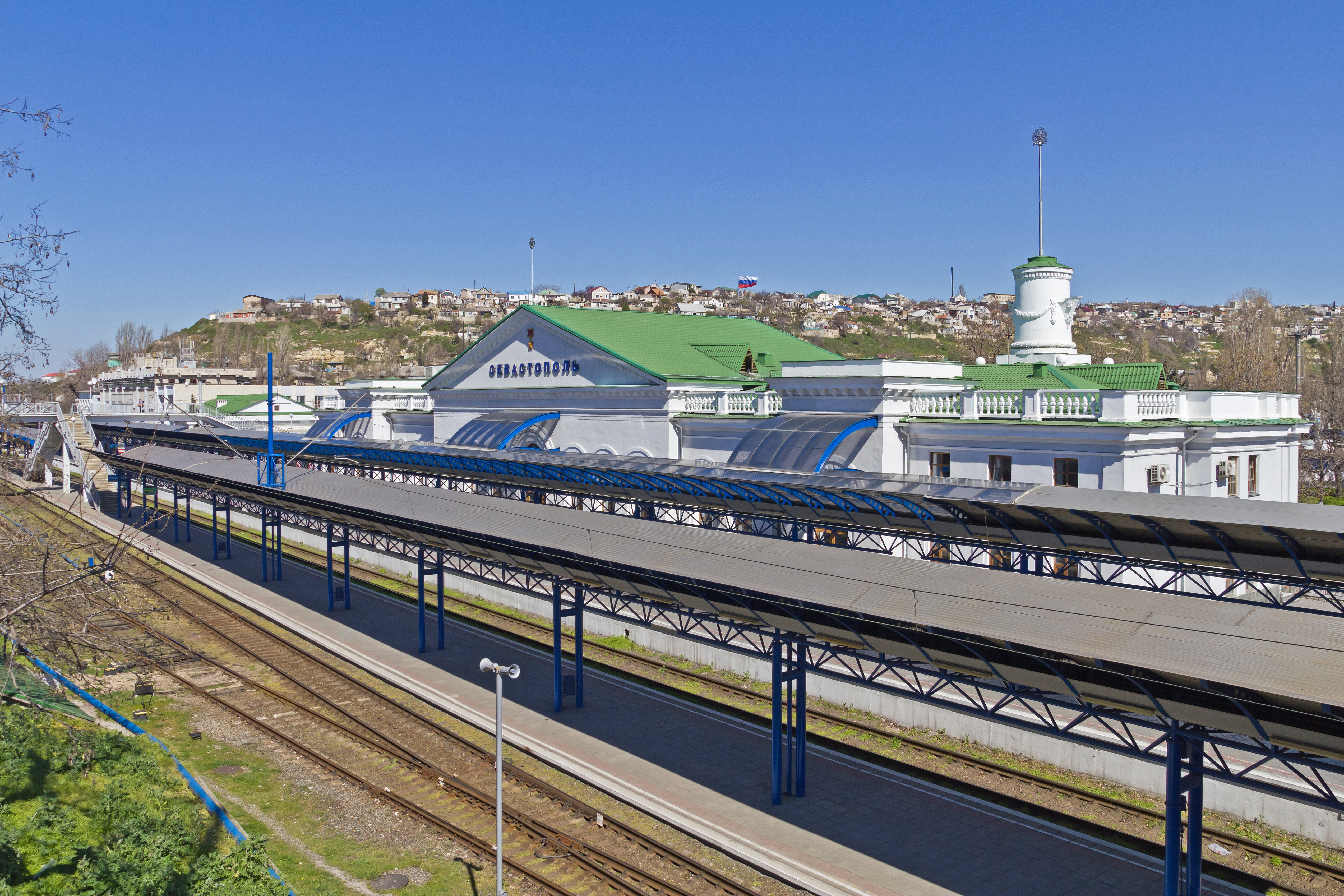
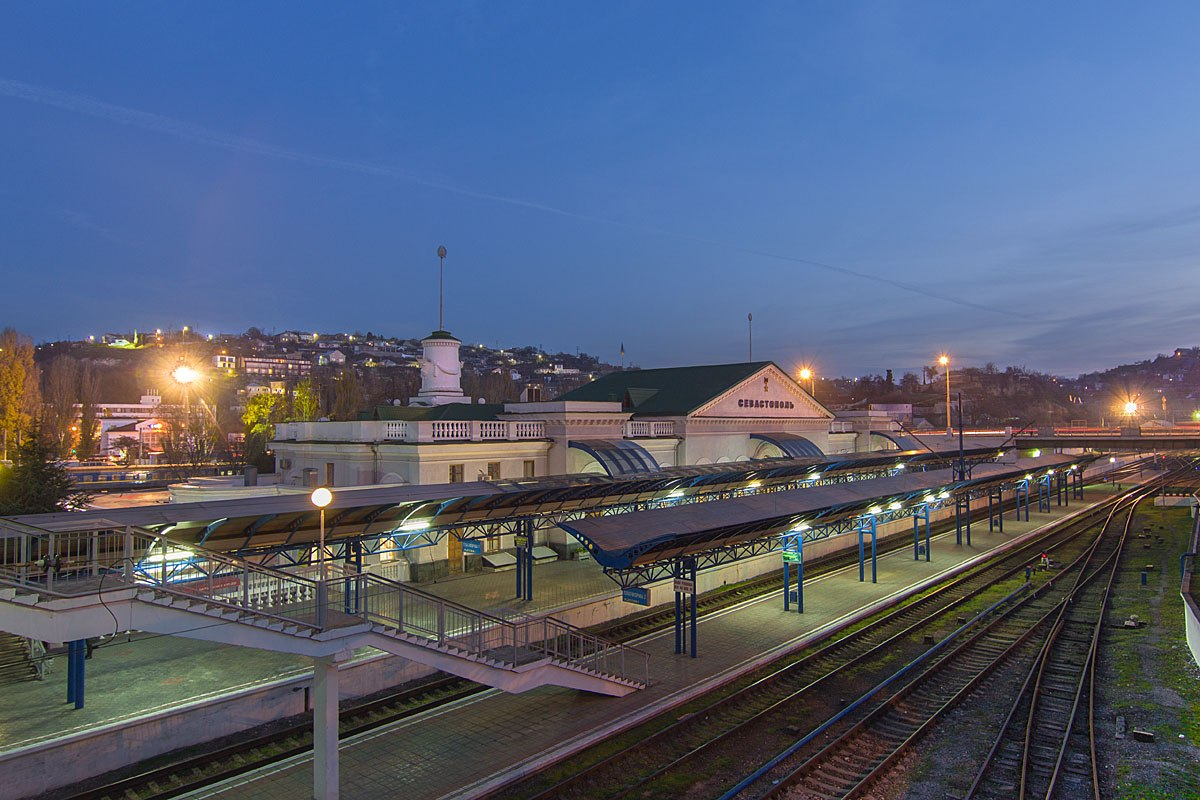
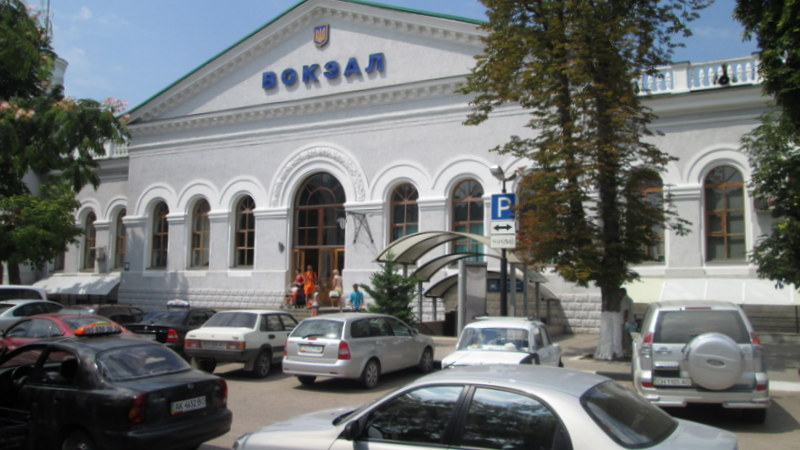